# دانیل دوکرو
دانیل دوکرو (فرانسوی: Daniel Ducreux‎؛ زادهٔ ۱۱ فوریهٔ ۱۹۴۷) دوچرخه‌سوار اهل فرانسه است.